# 加里·馬凱·斯蒂文
加里·馬凱·斯蒂文（英語：Gary Mackay-Steven；1990年8月31日—）是一位蘇格蘭足球運動員，在場上的位置是前鋒或邊鋒。現效力於蘇格蘭足球超級聯賽球隊基爾馬諾克。